# MLD-41
MLD-41（N1-Methyl-lysergic acid diethylamide，N1-甲基-麦角酸二乙酰胺）是一种有机化合物，化学式为C21H27N3O，为迷幻药物麥角酸二乙酰胺（LSD）的同系物，与LSD存在交叉耐受性。